# Lea DeLaria
Lea DeLaria (23 de mayo de 1958 en Belleville, Illinois) es una comediante, actriz y música de jazz estadounidense. Es conocida por interpretar a "Boo" en la serie de Netflix Orange Is the New Black.

## Biografía
Su carrera como comediante inició en 1982 cuando se trasladó a la ciudad de San Francisco para hacer stand-up comedy. En 1986, DeLaria dirigió "Ten Percent Revue", un musical con canciones referentes a la homosexualidad y el orgullo de pertenecer a ella. "Ten Percent Revue" fue presentado en Boston, San Francisco, Provincetown, Philadelphia y Atlanta. La mayoría de las presentaciones fueron un éxito de taquilla. En 1988 protagonizó "Dos Lesbos", una comedia musical acerca de dos lesbianas lidiando con la vida en pareja. Cuando DeLaria apareció en el programa de televisión The Arsenio Hall Show en 1993, fue la primera comediante abiertamente lesbiana en participar de un talk-show nocturno.
DeLaria ha lanzado dos discos compactos con sus rutinas de comedia, Bulldyke in a China Shop (1994) y Box Lunch (1997). También escribió un libro titulado Lea's Book of Rules for the World. Ha actuado en varias películas, incluyendo a Edge of Seventeen y The First Wives Club.

## Discografía

### Comedia
- 1994: Bulldyke in a Chinashop
- 1997: Box Lunch (Rising Star)

### Álbumes de Jazz
- 2001: Play It Cool (Warner/WEA)
- 2005: Double Standards (Telarc)
- 2006: The Very Best of Lea DeLaria (Rhino/WEA UK)
- 2008: Lea DeLaria – The Live Smoke Sessions (Ghostlight Records)
- 2015: House of David (Ghostlight Records)

### Vocalista invitada
- 2005: Din and Tonic – Janette Mason (Fireball Records)
- 2006: Drawn to All Things – Ian Shaw Sings the Songs of Joni Mitchell – Ian Shaw  (Linn Records)
- 2009: Alien Left Hand – Janette Mason  (Fireball Records)